# Пътен възел
Пътният възел е пътно съоръжение, вид кръстовище, при което пресичането на пътища става на две или повече нива.
За разлика от кръстовищата на едно ниво, при пътните възли поне един от пътищата преминава през възела безконфликтно, което позволява значително повишаване на пропускателната му способност. Те обикновено включват един или повече мостове, позволяващи пресичането на различни нива, както и допълнителни пътни връзки, даващи възможност за преминаване от един към друг от пресичащите се пътища. Пътните възли имат различна геометрия, в зависимост от броя на пресичащите се пътища, конфликтността на връзките помежду им и други специфични обстоятелства, но много от тях попадат в няколко характерни конфигурации - детелина, полудетелина, диамант. Пътни възли се използват почти винаги, когато поне един от пътищата е автомагистрала, но се използват и при други тежко натоварени пътища.